# Tesla (2020)
Tesla ist eine Filmbiografie von Michael Almereyda über Nikola Tesla (1856–1943), die im Januar 2020 beim Sundance Film Festival ihre Premiere feierte und am 20. August 2020 in die deutschen Kinos kam.

## Handlung
Der junge, brillante Wissenschaftler Nikola Tesla forscht in New York. Er arbeitet an der Verwirklichung seines revolutionären elektrischen Systems und befindet sich in einem Wettstreit mit seinem Erfinderkollegen Thomas Edison.

## Produktion
Regie führte Michael Almereyda, der auch das Drehbuch schrieb. Der Filmemacher hatte schon zu Beginn seiner Karriere vor, einen Film über Nikola Tesla zu drehen.
Ethan Hawke ist in der Titelrolle von Nikola Tesla zu sehen. Jim Gaffigan übernahm im Film die Rolle von George Westinghouse, und Kyle MacLachlan spielt dessen Konkurrenten Thomas Edison. Die Rolle der Anne Morgan, Tochter von Teslas Investor, dem Bankier J. P. Morgan, wurde mit Eve Hewson besetzt.
Die Filmmusik komponierte John Paesano. Im August 2020 veröffentlichte Millennium Media Records das Soundtrack-Album mit insgesamt 15 Musikstücken als Download.
Der Film wurde am 27. Januar 2020 beim Sundance Film Festival erstmals gezeigt. Am 21. August 2020 kam er in ausgewählte US-Kinos und startete am Tag zuvor in Deutschland.

## Rezeption

### Kritiken
Der Film wurde bislang von 58 Prozent aller bei Rotten Tomatoes erfassten Kritikern positiv bewertet.

### Auszeichnungen
Sundance Film Festival 2020
- Auszeichnung mit dem Alfred P. Sloan Prize

## Synchronisation
Die deutsche Synchronisation entstand nach einem Dialogbuch und der Dialogregie von Daniel Montoya im Auftrag der Scalamedia GmbH, Berlin.
| Rolle               | Darsteller      | Synchronsprecher  |
| ------------------- | --------------- | ----------------- |
| Nikola Tesla        | Ethan Hawke     | Frank Schaff      |
| Alfred Brown        | Ian Lithgow     | Thomas Schmuckert |
| Anne Morgan         | Eve Hewson      | Alice Bauer       |
| Francis Upton       | Karl Geary      | Armin Schlagwein  |
| George Westinghouse | Jim Gaffigan    | Torsten Münchow   |
| John Kruesi         | David Kallaway  | Samuel Zekarias   |
| Sarah Bernhardt     | Rebecca Dayan   | Susanne Geier     |
| Swami Vivekananda   | Jameal Ali      | Imtiaz Haque      |
| Thomas Edison       | Kyle MacLachlan | Bernd Vollbrecht  |
| William Kemmler     | Blake DeLong    | Patrick Giese     |